# Ilha da Cotinga
Ilha da Cotinga är en ö i Brasilien.   Den ligger i delstaten Paraná, i den södra delen av landet, 1 100 km söder om huvudstaden Brasília. Arean är 8,5 kvadratkilometer.
Terrängen på Ilha da Cotinga är platt. Öns högsta punkt är 154 meter över havet. Den sträcker sig 5,3 kilometer i nord-sydlig riktning, och 7,1 kilometer i öst-västlig riktning.
I omgivningarna runt Ilha da Cotinga växer i huvudsak städsegrön lövskog. Runt Ilha da Cotinga är det ganska tätbefolkat, med 111 invånare per kvadratkilometer.